# 学習 (たまの曲)
学習（がくしゅう）は、たまの通算12作目のシングル。1998年12月25日に地球レコードより発売された。

## 解説
前作『あっけにとられた時のうた』より2年ぶりのリリースで、自身初のマキシシングルである。地球レコードからの初のシングル作品。
本作には4曲と表題曲のカラオケバージョンが収録されている。シングルに3曲以上収録されたのは、3rdシングル『夕暮れ時のさびしさに』以来である。
後に廃盤となり、次作「ゆめみているよ」と1枚にまとめたアルバムが2016年3月に発売された。

## 収録曲
1. 学習
（作詞・作曲:知久寿焼）
セミの鳴き声らしき音から始まるが、10thアルバム『東京フルーツ』にはこの音がカットされたアレンジで収録された。
2. ラッタッタ
（作詞・作曲:石川浩司）
10thアルバム『東京フルーツ』に収録されたテイクとは異なる。
3. 水筒
（作詞・作曲:滝本晃司）
4. 地図にない場所
（作詞・作曲:知久寿焼）
5. 学習（カラオケ）

これらとは別に、シークレットトラックと称するものが収録されている。内容は、「学習」イントロで流れるおもちゃのサンプリング音が延々とリピート再生されるというもの。

## 収録アルバム
- 東京フルーツ（＃1,2 / 別バージョン）